# بيتر دوريي
بيتر دوريي (بالإنجليزية: Peter Duryea)‏ مواليد 14 يوليو 1939 في لوس أنجلوس - الوفاة 24 مارس 2013 في كولومبيا البريطانية، هو ممثل أمريكي بدأ مسيرته الفنية سنة 1963.

## الأعمال
- بيويتشد
- ذا فيرجينيان

## روابط خارجية
- بيتر دوريي على موقع IMDb (الإنجليزية)
- بيتر دوريي على موقع ألو سيني (الفرنسية)
- بيتر دوريي على موقع أول موفي (الإنجليزية)
- بيتر دوريي على موقع قاعدة بيانات الأفلام السويدية (السويدية)
- بيتر دوريي على موقع قاعدة بيانات الفيلم (الإنجليزية)
- بيتر دوريي على موقع كينوبويسك (الروسية)